# Elymnias kamarina
Elymnias kamarina är en fjärilsart som beskrevs av Hans Fruhstorfer 1906. Elymnias kamarina ingår i släktet Elymnias och familjen praktfjärilar. Inga underarter finns listade i Catalogue of Life.